# Municipio de Aloja
El municipio de Alojas (en letón: Alojas novads) es uno de los ciento diez municipios de Letonia, se encuentra localizado en el suroeste de dicho país báltico. Fue creado durante el año 2009 después de una reorganización territorial. La ciudad capital es la ciudad de Aloja.
El 1 de julio de 2021, el municipio de Aloja dejó de existir y su territorio se fusionó con el municipio de Limbaži.

## Ciudades y zonas rurales
- Aloja (ciudad con zona rural)
- Braslavas pagasts (zona rural)
- Brīvzemnieku pagasts (zona rural)
- Staicele (ciudad con zona rural)

## Población y territorio
Su población se encuentra compuesta por un total de 6.152 personas (2009). La superficie de este municipio abarca una extensión de territorio de unos 630,7 kilómetros cuadrados. La densidad poblacional es de 9,75 habitantes por cada kilómetro cuadrado.